# Кетрин Ерб
Кетрин Елизабет Ерб (енгл. Kathryn Elsbeth Erbe; Њутон, 5. јул 1965) америчка је позоришна, филмска и ТВ глумица.
Ербова је најпознатија по улози детективке Александре Имс у серији Ред и закон: Злочиначке намере.